# Hofmark Englburg

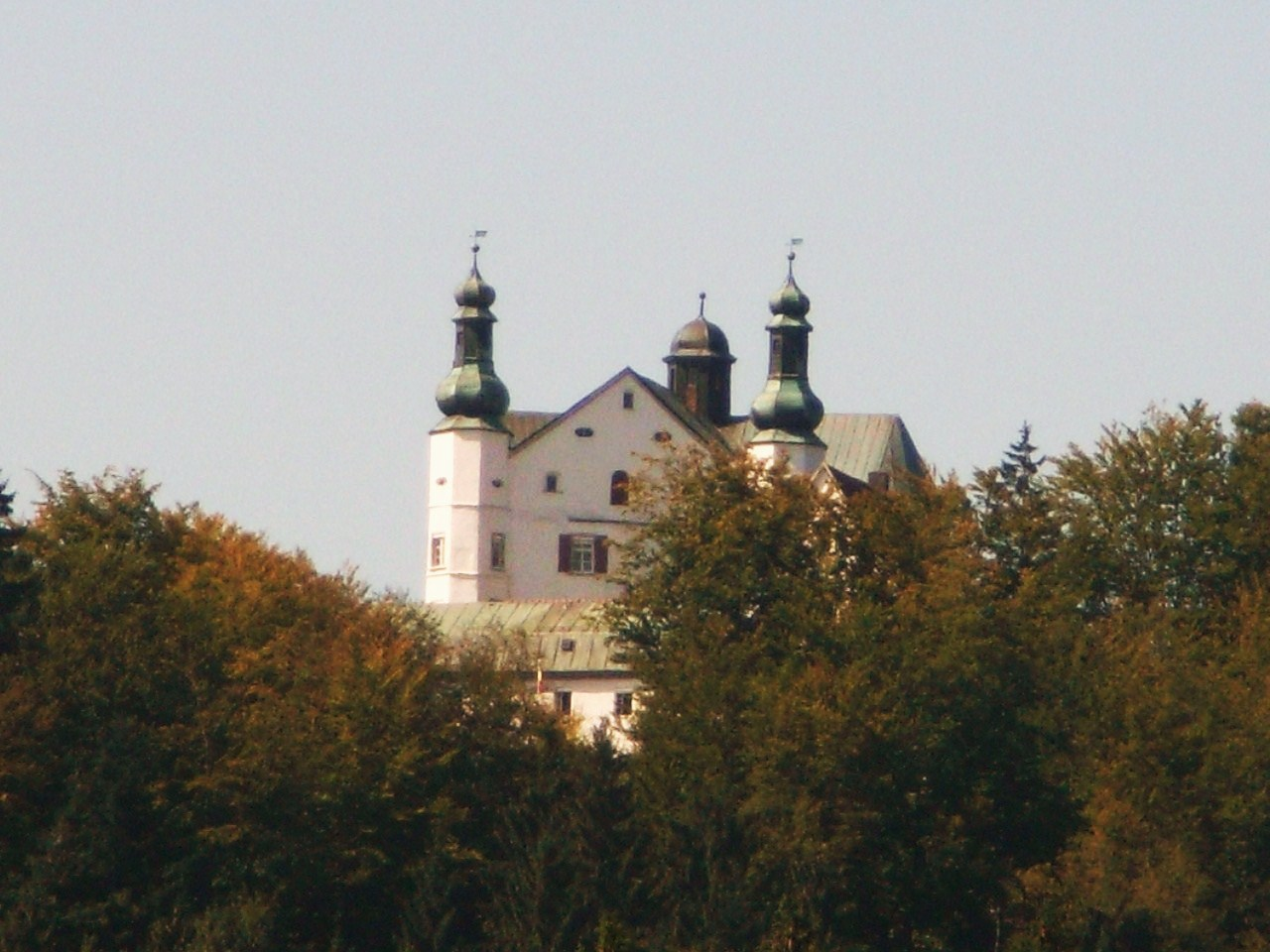
Schloss Englburg

Die Hofmark Englburg war eine geschlossene Hofmark mit Sitz in Englburg, heute ein Gemeindeteil von Tittling im niederbayerischen Landkreis Passau.

## Geschichte
Im Jahr 1323 erhielten die Grafen von Schwarzenstein die Englburg als Lehen der Halser übertragen.
Das Geschlecht der Schwarzensteiner erlosch 1599 im Mannesstamm. Durch die Heirat von Marie Elisabeth von Schwarzenstein mit Ritter Burkhard von Taufkirchen gelangte die Burg in den Besitz der Grafen von Taufkirchen, die bis 1857 auf der Englburg residierten.
Zur Hofmark Englburg gehörten Güter in Englburg, Allmunzen, Anschiessing, Edhof und vielen weiteren Orten.